# Valentina Kopylova
Valentina Vladimirova Kopylova (nacida el 28 de febrero de 1923 en Moscú, Unión Soviética y en el año 1997} en la misma ciudad) fue una jugadora de baloncesto rusa. Consiguió 5 medallas en competiciones oficiales con URSS.